# Corona (odontologia)

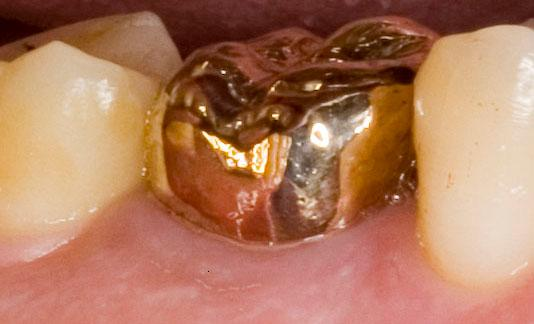
Funda d'or

Una corona o funda és una pròtesi dental que cobreix l'àrea d'una dent prèviament preparada o desgastada per ser viable de portar una corona que conservi o millori la seva anatomia. Aquest recurs permet la conservació de l'element dentari que per diferents circumstàncies (càries extenses, fractura coronària, estètica, etc.) corre el risc de ser extret. Aquestes corones solen estar fetes d'or, porcellana o porcellana enganxada a metall. Sovint la dent s'omple abans de la col·locació de la corona.